# Коста ди Кастрињано (Парма)
Коста ди Кастрињано је насеље у Италији у округу Парма, региону Емилија-Ромања.
Према процени из 2011. у насељу је живело 60 становника. Насеље се налази на надморској висини од 560 м.